# Fungal Ecology
Fungal Ecology – wydawane w Holandii pierwsze na świecie czasopismo naukowe specjalizujące się w ekologii grzybów. Publikuje artykuły dotyczące wszystkich aspektów ekologii grzybów, w tym takich jak: dynamika populacji, przystosowanie do środowiska, ewolucja, rola w funkcjonowaniu ekosystemu, obieg składników odżywczych, rozkład, obieg węgla; ekofizjologia; interakcje grzybni wewnątrz- i międzygatunkowe, relacje grzyb-roślina (patogeny, miykoryza, porosty, endofity), interakcje grzyb-bezkręgowiec i grzyb-drobnoustrój, genomika i genetyka ewolucyjna, ochrona przyrody i różnorodność biologiczna, teledetekcja, bioremediacja i biodegradacja, aspekty ilościowe i obliczeniowe – modelowanie, wskaźniki, informatyka. Publikowane są artykuły oryginalne, przejrzyste i o istotnym znaczeniu dla lepszego zrozumienia ekologii grzybów
Oprócz zwykłych oryginalnych prac badawczych, Fungal Ecology publikuje także przeglądy (około 3500 słów) i komentarze, krótkie komunikaty (mniej niż 1500 słów), raporty okresowe, raporty o nowych gatunkach lub listach gatunków, a także artykuły o postępie metodologicznym w badania ekologii grzybów (metody mikroskopowe, molekularne, genetyczne i obliczeniowe). Wszystkie artykuły są recenzowane.
Pierwszy numer czasopisma ukazał się wiosną 2008 roku. Początkowo artykuły miały około 50 stron, w 2010 roku ich rozmiar wzrósł do 70 stron. W badaniach ISI Web of Knowledge czasopismo otrzymało swój pierwszy Impact Factor 0,895 (miernik względnego znaczenia czasopisma w swojej dziedzinie). Dla nowego czasopisma jest to bardzo satysfakcjonujący wskaźnik.
Za publikację artykułów w Fungal Ecology autorzy nie ponoszą opłat. Przesyłanie artykułów do tego czasopisma odbywa się całkowicie online. Czasopismo posiada międzynarodową redakcję. Artykuły są dostępne w internecie bezpłatnie. Wyszukiwarka umożliwia wyszukiwanie artykułów według autorów, tytułu, numeru czasopisma. Artykuły publikowane są w języku angielskim.
ISSN: 17545048.